# Међународна готика
Међународна готика је раздобље и фаза у готској уметности која се развијала у Бургундији, Бохемији и Француској као и северној Италији од касног 14. века до раног 15. века.

## Карактеристике и неки од најзначајнијих представника
Сликарство у доба позне готике и ране ренесансе развијало се главним центрима у Италији; Ђото, Чимабуе, Доменико Гирландајо, Фра Анђелико, Низоземској; Јан ван Ајк, Хијеронимус Бош, Рохир ван дер Вејден и његов ученик Ханс Мемлинг као и други познати сликари из доба готике и ране ренесансе.
Сликарство касне готике или како се још зове и међународна готика или, готика „меког стила“ као и „лепог стила“ карактерише се одликама општеважећег стила, смислом за анегдоту, љубављу према природи и студијама животиња и биља, јевљају се тежње за осетљивошћу и префињаношћу а прегиби на одорама постају мекани, пластични тако да пластичност прожима целу фигуру која се компонује у благо повијеном „S“облику док су лица мекано модулисана а у фигури свеца доминира љубазни израз лица са погледом који је загледан у посматрача или у даљину. Јављају се следеће карактеристике;
- мекани прелази на одорама,
- смирени покрети и гестови фигура,
- појављује се орнаменталност и
- фантастичност форме,
- богатства форми и суптилности
- интерес за природу.
- прецизност,
- јавља се лирички набој.

Од сликара који су били представници интернационалног стила у позној готици треба поменути;
- Браћу Лимбург и друге њима сличне фландријске минијатуристе
- Мајстора олтара из Олтенберга у Немачкој,
- Малстора олтара из Требоња из Чешке
- Ђентиле да Фабријана и други сликари ране ренесансе у Италији